# Pedro Buerba
Pedro Buerba (Buerba, siglo XVI - Cerdeña, 1574) fue un religioso español del siglo XVI que llegó a ser arzobispo de Oristano.

## Biografía
Era natural de Buerba, en el Alto Aragón. Consta que alcanzó el grado de doctor. Fue monje agustino de la Orden de canónigos regulares en el monasterio de Montearagón en su tierra natal, en el que alcanzó el rango de canónigo. En 1559 era visitador del monasterio, siendo responsable de la inspección de las iglesias bajo jurisdicción de este.
El 5 de noviembre de 1571 fue designado arzobispo de Oristano, en la isla de Cerdeña. Fue ordenado al año siguiente. No consta que recibiera las bulas papales de confirmación si bien aparece recogido en los episcopologios locales de la isla. Falleció sin embargo tras un breve pontificado en 1574.